# Problem Gettiera
Problem Gettiera – problem ustalenia koniecznych i wystarczających warunków, jakie muszą spełniać przekonania, żeby można je było uznać za wiedzę. Edmund Gettier jest autorem napisanego w 1963 roku artykułu pt. Is Justified True Belief Knowledge? (Czy uzasadnione i prawdziwe przekonanie jest wiedzą?). Tekst, w którym autor podaje przykłady mające pokazać, że warunki tzw. klasycznej definicji wiedzy są niewystarczające, stał się przedmiotem żywej dyskusji w epistemologii.

## Klasyczna definicja wiedzy
Na samym początku artykułu Gettier podaje następującą wersję klasycznej definicji wiedzy:
Podmiot S wie, że P, wtedy i tylko wtedy, gdy jednocześnie:
1. P jest zdaniem prawdziwym
2. S jest przekonany, że P
3. S posiada uzasadnienie swojego przekonania, że P

Dwa przykłady podane przez Gettiera świadczą, jego zdaniem, o tym, że są to warunki niewystarczające.

## Przykłady Gettiera
Przykład 1
Smith ubiega się o pracę w pewnej firmie. Jej szef zapewnił jednak Smitha, że pracę otrzyma Jones. Smith posiada zatem uzasadnione przekonanie, że "Jones otrzyma pracę". Jest też przekonany (po sprawdzeniu), że "Jones ma w kieszeni 10 monet". Na tej podstawie wnioskuje (a rozumowanie to uzasadnia nowe przekonanie), że "Osoba, która dostanie pracę, ma w kieszeni 10 monet".
Okazuje się jednak, że to Smith, a nie Jones otrzymuje pracę. W kieszeni Smitha, choć on sam o tym nie wie, przypadkowo jest tyle samo monet, co w kieszeni Jonesa.
Mamy zatem sytuację, w której
1. Zdanie "Osoba, która dostanie pracę ma w kieszeni 10 monet" jest prawdziwe.
2. Smith jest przekonany, że "Osoba, która dostanie pracę ma w kieszeni 10 monet".
3. Smith posiada uzasadnienie swojego przekonania, że "Osoba, która dostanie pracę ma w kieszeni 10 monet".

Przypadek ten spełnia zatem warunki klasycznej definicji, a jednak nie wydaje się dobrym przykładem wiedzy.
Przykład 2
Ponieważ odkąd Smith pamięta, Jones zawsze jeździł Fordem, Smith ma uzasadnione przekonanie, że "Jones posiada Forda". Ponieważ do uzasadnienia alternatywy wystarczy uzasadnienie jednego jej członu, Smith może wnioskować, że "Jones posiada Forda lub Brown jest w Barcelonie" (nawet jeśli Smith nie wie, gdzie jest Brown).
Ford, którym jeździ Jones, jest przez niego tylko wypożyczony (nie jest jego własnością). Przypadkowo okazuje się, że Brown rzeczywiście znajduje się w Barcelonie.
Podobnie jak w pierwszym przykładzie, przekonanie, że "Jones posiada Forda lub Brown jest w Barcelonie" okazuje się być uzasadnione i prawdziwe, choć intuicyjnie nie wydaje się być dobrym przykładem wiedzy.